# Um de Nós (livro)
Um de nós é um livro de não-ficção da jornalista norueguesa Åsne Seierstad . Foi adaptado para o filme americano de 2018 22 July pelo escritor e diretor inglês Paul Greengrass. A edição brasileira foi traduzida por Kristin Lie Garrubo.

## Sinopse
Um de nós conta as histórias de vida de vários noruegueses — principalmente Bano Rashid, Simon Sæbø e Viljar Hanssen, de 18 anos — que levaram aos ataques de 22 de julho de 2011 por Anders Breivik, quando ele aterrorizou o Quarteirão do Governo de Oslo e um acampamento de verão associado à juventude do Partido Trabalhista Norueguês .

## Origem
Åsne Seierstad explica no epílogo  :514que a jornalista Tina Brown a contratou para publicar qualquer coisa sobre "aquele homem" na Newsweek . Em vez disso, ela escreveu sobre a reação na Noruega,  e depois partiu para a Líbia. Quando o julgamento de Breivik estava prestes a começar, Brown tentou novamente. Seierstad retornou à Noruega e permaneceu no tribunal durante todas as dez semanas do julgamento. As diversas testemunhas forneceram informações sobre a história, por vezes se complementando, por outras vezes de forma independente. Ao final do julgamento, a autora decidiu que queria se aprofundar na história.

### Título
Åsne Seierstad escreve sobre as origens do título no epílogo:
Um de nós é um livro sobre a sensação de pertencer. É um livro sobre a comunhão. Os três amigos de Troms tinham claras referências de um lar, tanto geograficamente, como politicamente em suas famílias. Bano pertencia a um só tempo ao Curdistão e à Noruega. Seu desejo mais forte era se tornar "uma de nós". [...]
Um de nós também é um livro sobre a busca de comunhão sem êxito. No fim, o terrorista optou por deixar a comunidade e atacá-la da forma mais brutal possível. [...]

Ao trabalhar com o livro, percebi que também é uma narrativa sobre a Noruega. Uma história contemporânea sobre nós. (p. 555)

## Publicação
En av oss foi publicado na Noruega em novembro de 2013 pela Kagge  :frontmatter(532 páginas). O subtítulo – en fortelling om Norge</link> ( '   ) .
No Brasil, o livro foi publicado pela Editora Record em 2016, traduzido para língua portuguesa por Kristin Lie Garrubo. Um de nós contém 559 páginas, incluindo a bibliografia utilizada pela autora para pesquisa de sua obra.

## Reconhecimento
- Um de nós foi selecionado para o Prêmio Gold Dagger de Não-Ficção da Crime Writers' Association de 2015.
- Um de nós foi finalista do Prêmio Helen Bernstein Book Award de Excelência em Jornalismo da Biblioteca Pública de Nova York em 2016. [4]
- One of Us foi eleito um dos 10 melhores livros de 2015 pelo The New York Times Book Review . [5]

## Links externos
- Um trecho de One of Us (versão em língua inglesa) foi publicado no The Literary Hub (LitHub.com) em 16 de abril de 2015.

1. 1 2  Seierstad, Åsne (2015). One of Us: The Story of Anders Breivik and the Massacre in Norway 1 ed. New York, NY: Farrar, Straus & Giroux. ISBN 9780374277895
2. ↑  Seierstad, Asne (September 2011). «After the Massacre, Norway Reexamines Its Values and Fears». Newsweek. Consultado em 22 January 2017 Verifique data em: |acessodata=, |data= (ajuda)
3. ↑  «En av oss: en fortelling om Norge». bokkilden.no. Consultado em 22 January 2017 Verifique data em: |acessodata= (ajuda)
4. ↑  «2016 Helen Bernstein Book Award Finalists». nypl.org. Consultado em 15 July 2017 Verifique data em: |acessodata= (ajuda)
5. ↑  «The 10 Best Books of 2015». The New York Times. 1 December 2015 Verifique data em: |data= (ajuda)